# Gowinda Bhagawatpada
Gowinda Bhagawatpada (Govinda Bhagavatpāda, tam. கோவிந்த பகவத் பாதர்) – indyjski hinduistyczny filozof wedantyjski, mistrz duchowy. Był uczniem Gaudapady. Znany przede wszystkim z tego, że był guru indyjskiego hinduistycznego filozofa Adi Śankary.